# Вергата (комуна)
Вергата (рум. Vărgata) — комуна у повіті Муреш в Румунії. До складу комуни входять такі села (дані про населення за 2002 рік):
- Ваду (295 осіб)
- Валя (650 осіб)
- Вергата (461 особа) — адміністративний центр комуни
- Гриушорул (216 осіб)
- Мітрешть (382 особи)

Комуна розташована на відстані 258 км на північний захід від Бухареста, 18 км на схід від Тиргу-Муреша, 94 км на схід від Клуж-Напоки, 120 км на північний захід від Брашова.

## Населення
За даними перепису населення 2002 року у комуні проживали 2004 особи.
Національний склад населення комуни:
| Національність | Кількість осіб | Відсоток |
| -------------- | -------------- | -------- |
| угорці         | 1778           | 88,7%    |
| цигани         | 219            | 10,9%    |
| румуни         | 7              | 0,3%     |

Рідною мовою назвали:
| Мова      | Кількість осіб | Відсоток |
| --------- | -------------- | -------- |
| угорська  | 1783           | 89,0%    |
| циганська | 214            | 10,7%    |
| румунська | 7              | 0,3%     |

Склад населення комуни за віросповіданням:
| Релігія                             | Кількість осіб | Відсоток |
| ----------------------------------- | -------------- | -------- |
| унітарії                            | 775            | 38,7%    |
| римо-католики                       | 566            | 28,2%    |
| реформати                           | 443            | 22,1%    |
| адвентисти                          | 72             | 3,6%     |
| не релігійні                        | 23             | 1,1%     |
| православні                         | 18             | 0,9%     |
| старообрядці                        | 4              | 0,2%     |
| п'ятдесятники                       | 2              | 0,1%     |
| лютерани (Аугсбурзького сповідання) | 2              | 0,1%     |
| греко-католики                      | 1              | < 0,1%   |
| не вказали релігію                  | 13             | 0,6%     |